# Vaxholm (Gemeinde)
Koordinaten: 59° 24′ N, 18° 21′ O

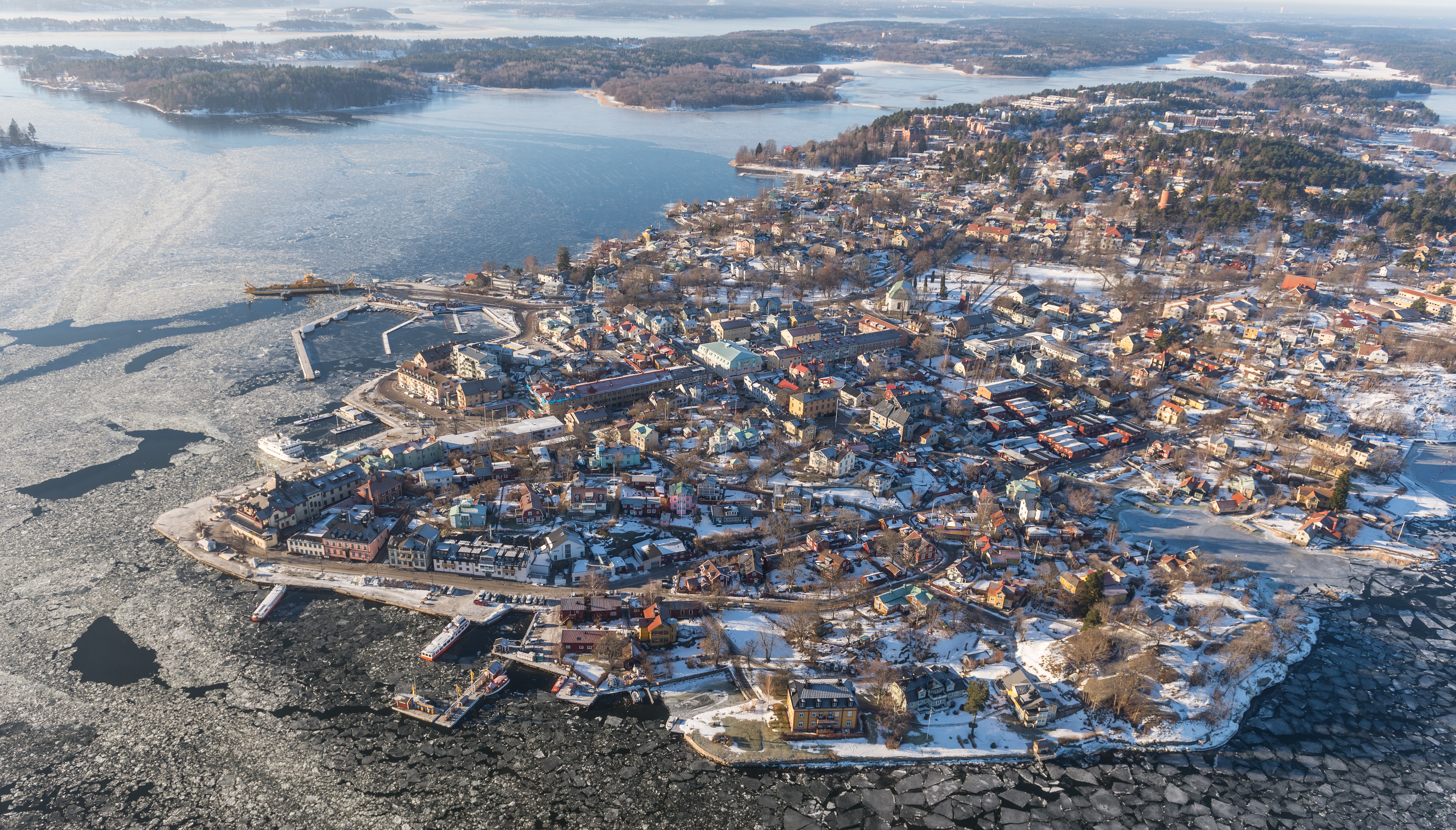
Vaxholm

Vaxholm ist eine Gemeinde (schwedisch kommun) in der schwedischen Provinz Stockholms län und der historischen Provinz Uppland. Der Hauptort der Gemeinde ist Vaxholm.

## Geographie
Die Gemeinde Vaxholm liegt im Stockholmer Schärengarten. Sie besteht aus insgesamt 64 Inseln, deren Hauptinsel Vaxön ist.

## Größere Orte
- Kullö
- Oskar-Fredriksborg
- Resarö
- Vaxholm

## Sonstiges
Auf dem Gebiet der Gemeinde liegt die Grube Ytterby, nach der mehrere chemische Elemente benannt sind.

## Persönlichkeiten
- Per Olof Sundman (1922–1992), Schriftsteller und Politiker
- Maria Gripe (1923–2007), Schriftstellerin
- Ingegerd Troedsson (1929–2012), Politikerin